# Rodovia Padre Manuel da Nóbrega
A Rodovia Padre Manuel da Nóbrega (SP-55) estabelece ligação entre as cidades de Cubatão, São Vicente, Praia Grande, Mongaguá, Itanhaém e Peruíbe, situadas na Baixada Santista, e Itariri, Pedro de Toledo e Miracatu, no Vale do Ribeira, onde termina no entroncamento com a Rodovia Régis Bittencourt (BR-116).
Começou a ser construída em 1951, mas suas obras acabaram sendo paralisadas, só sendo inaugurada em 1961, sendo sua inauguração de suma importância para o crescimento da Economia, Turismo, populacional e desenvolvimento em geral das cidades do Litoral Sul Paulista, pois, até então, o único acesso rodoviário até cidades como Itanhaém ou Peruíbe era precário, trafegando através da areia das praias. Com sua inauguração, em 1961, além do acesso ferroviário, as cidades praianas do Litoral Sul passaram a ter também acesso fácil a carros, além de, no mesmo ano, ganhar uma Linha de Ônibus ligando o Litoral Sul à Grande São Paulo.
Sua duplicação começou em agosto de 1990, construindo-se a pista lado praia. O primeiro trecho duplicado chegou até Mongaguá, havendo depois uma paralisação das obras em novembro de 1993, por falta de pagamento do Governo Estadual. A duplicação do trecho entre Mongaguá e o km 323 na entrada principal de Itanhaém foi iniciado em fevereiro de 1997. No trecho entre Itanhaém e o viaduto na entrada de Peruíbe, a duplicação começou em agosto de 2001 e foi entregue em 2006.
É duplicada entre Cubatão e Peruíbe. De Mongaguá até a Curva do 'S', na Praia Grande, a pista sentido Capital tem três faixas desde 2013. Apresenta um trecho de pista simples em mão dupla de Peruíbe até seu final em Miracatu.
A rodovia SP-55 já foi anteriormente chamada de Rodovia Pedro Taques no trecho desde a Via Anchieta, em Cubatão, até a "Curva do 'S'", na Praia Grande. Hoje, esse trecho da Rodovia pertence ao Sistema Anchieta-Imigrantes, estando em Sistema de Concessão Privada e possuindo um pedágio. O trecho restante da Rodovia, entre Praia Grande e Miracatu, continua sobre administração e cuidados diretos da Administração Pública Estadual.

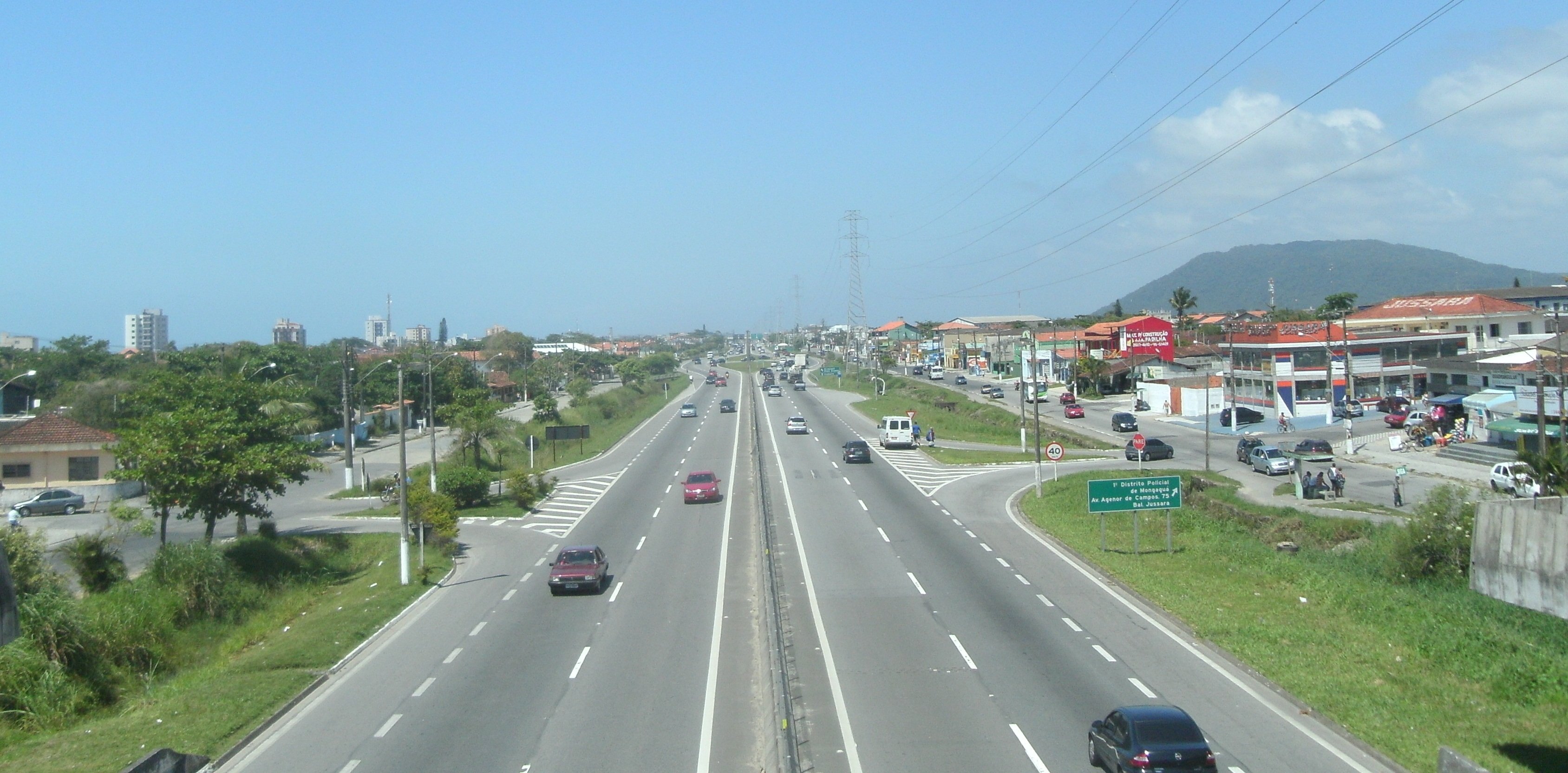
Visão da rodovia no bairro Jussara, em Mongaguá